# James Justin
James Michael Justin (Luton, 23 febbraio 1998) è un calciatore inglese, difensore del Leicester City.

## Caratteristiche tecniche
È un terzino destro che viste le sue ottime doti con il piede debole, viene spesso utilizzato nella fascia inversa come terzino sinistro.

## Carriera

### Club
Cresciuto nel settore giovanile del Luton Town, ha esordito in prima squadra il 7 maggio 2016 disputando l'incontro di Football League Two vinto 4-1 contro l'Exeter City. Dopo la promozione in Football League One nella stagione 2017-2018 nella quale totalizza 17 presenze mettendo a segno 2 reti, nella stagione seguente vince il suo primo trofeo in carriera, vincendo la Football League One.
Il 28 giugno 2019, dopo aver disputato 114 partite con il club della sua città natale e 6 reti, viene acquistato dal Leicester City. Debutta con le Foxes il 24 settembre 2019 contro la sua ex squadra nel terzo turno di EFL Cup, dove mette a segno anche una rete. Debutta in Premier League il 4 dicembre seguente in occasione del match vinto 2-0 contro il Watford, dove fornisce anche un assist. Il 22 ottobre 2020, fa il esordio nelle competizioni europee nella sfida di Europa League nella vittoria per 3-0 contro il Zorja Luhans'k. Durante la stessa annata vince la sua prima FA Cup ma rimedia anche la rottura del legamento crociato che lo tiene fuori dal campo per molti mesi.

### Nazionale
Ha giocato nelle nazionali giovanili inglesi Under-20 ed Under-21.
Il 24 maggio 2022 riceve la sua prima convocazione in nazionale maggiore, con cui ha esordito il 4 giugno seguente nella sconfitta per 1-0 in Nations League contro l'Ungheria.

## Statistiche

### Presenze e reti nei club
Statistiche aggiornate al 4 maggio 2024.
| Stagione              | Squadra               | Campionato            | Campionato | Campionato | Coppe nazionali | Coppe nazionali | Coppe nazionali | Coppe continentali | Coppe continentali | Coppe continentali | Altre coppe | Altre coppe | Altre coppe | Totale | Totale | Totale |
| Stagione              | Squadra               | Comp                  | Pres       | Reti       | Comp            | Pres            | Reti            | Comp               | Pres               | Reti               | Comp        | Pres        | Reti        | Pres   | Reti   |        |
| --------------------- | --------------------- | --------------------- | ---------- | ---------- | --------------- | --------------- | --------------- | ------------------ | ------------------ | ------------------ | ----------- | ----------- | ----------- | ------ | ------ | ------ |
| 2015-2016             | Luton Town            | FL2                   | 1          | 0          | FACup+CdL       | 0               | 0               | -                  | -                  | -                  | FLT         | 0           | 0           | 1      | 0      |        |
| 2016-2017             | Luton Town            | FL2                   | 29+2       | 1          | FACup+CdL       | 3+1             | 0               | -                  | -                  | -                  | FLT         | 4           | 0           | 39     | 1      |        |
| 2017-2018             | Luton Town            | FL2                   | 17         | 2          | FACup+CdL       | 1+0             | 0               | -                  | -                  | -                  | FLT         | 4           | 0           | 22     | 2      |        |
| 2018-2019             | Luton Town            | FL1                   | 43         | 3          | FACup+CdL       | 4+1             | 0               | -                  | -                  | -                  | FLT         | 4           | 0           | 52     | 3      |        |
| Totale Luton Town     | Totale Luton Town     | Totale Luton Town     | 90+2       | 6          |                 | 10              | 0               |                    | -                  | -                  |             | 12          | 0           | 114    | 6      |        |
| 2019-2020             | Leicester City        | PL                    | 13         | 0          | FACup+CdL       | 3+2             | 0+1             | -                  | -                  | -                  | -           | -           | -           | 18     | 1      |        |
| 2020-2021             | Leicester City        | PL                    | 23         | 2          | FACup+CdL       | 2+0             | 1+0             | UEL                | 6                  | 0                  | -           | -           | -           | 31     | 3      |        |
| 2021-2022             | Leicester City        | PL                    | 13         | 0          | FACup+CdL       | 1+0             | 0+0             | UEL+UEL            | 0+5                | 0                  | CS          | 0           | 0           | 19     | 0      |        |
| 2022-2023             | Leicester City        | PL                    | 14         | 0          | FACup+CdL       | 0+1             | 0+1             | -                  | -                  | -                  | -           | -           | -           | 15     | 1      |        |
| 2023-2024             | Leicester City        | FLC                   | 39         | 2          | FACup+CdL       | 3+3             | 0+0             | -                  | -                  | -                  | -           | -           | -           | 45     | 2      |        |
| Totale Leicester City | Totale Leicester City | Totale Leicester City | 102        | 4          |                 | 15              | 3               |                    | 11                 | 0                  |             | -           | -           | 128    | 6      |        |
| Totale carriera       | Totale carriera       | Totale carriera       | 194        | 10         |                 | 25              | 3               |                    | 11                 | 0                  |             | 12          | 0           | 242    | 12     |        |

### Cronologia presenze e reti in nazionale
| Cronologia completa delle presenze e delle reti in nazionale ― Inghilterra | Cronologia completa delle presenze e delle reti in nazionale ― Inghilterra | Cronologia completa delle presenze e delle reti in nazionale ― Inghilterra | Cronologia completa delle presenze e delle reti in nazionale ― Inghilterra | Cronologia completa delle presenze e delle reti in nazionale ― Inghilterra | Cronologia completa delle presenze e delle reti in nazionale ― Inghilterra | Cronologia completa delle presenze e delle reti in nazionale ― Inghilterra | Cronologia completa delle presenze e delle reti in nazionale ― Inghilterra |
| Data                                                                       | Città                                                                      | In casa                                                                    | Risultato                                                                  | Ospiti                                                                     | Competizione                                                               | Reti                                                                       | Note                                                                       |
| -------------------------------------------------------------------------- | -------------------------------------------------------------------------- | -------------------------------------------------------------------------- | -------------------------------------------------------------------------- | -------------------------------------------------------------------------- | -------------------------------------------------------------------------- | -------------------------------------------------------------------------- | -------------------------------------------------------------------------- |
| 4-6-2022                                                                   | Budapest                                                                   | Ungheria                                                                   | 1 – 0                                                                      | Inghilterra                                                                | UEFA Nations League 2022-2023 - 1º turno                                   | -                                                                          | 46’                                                                        |
| Totale                                                                     |                                                                            | Presenze                                                                   | 1                                                                          |                                                                            | Reti                                                                       | 0                                                                          |                                                                            |

## Palmarès

### Club

#### Competizioni nazionali
- Football League One: 1

Luton Town: 2018-2019
- Coppa d'Inghilterra: 1

Leicester City: 2020-2021
- Community Shield: 1

Leicester City: 2021
- Football League Championship: 1

Leicester City: 2023-2024